# Route d'Occitanie 2023
La 47e édition de la Route d'Occitanie a lieu du 15 au 18 juin 2023.

## Équipes
| WorldTeams (7)- AG2R Citroën Team - Arkéa-Samsic - Cofidis - EF Education-EasyPost - Groupama-FDJ - Ineos Grenadiers - Movistar Team ProTeams (7)- Burgos-BH - Caja Rural-Seguros RGA - Equipo Kern Pharma - Euskaltel-Euskadi - Israel-Premier Tech - TotalEnergies - Uno-X Pro Cycling Team Équipes continentales (4)- Saint Michel-Mavic-Auber 93 - Nice Métropole Côte d'Azur - CIC U Nantes Atlantique - Van Rysel-Roubaix Lille Métropole |
| |

## Étapes
| Étape     | Date    | Villes étapes                  | type            | Distance (km) | Vainqueur d'étape   | Leader du classement général |
| --------- | ------- | ------------------------------ | --------------- | ------------- | ------------------- | ---------------------------- |
| 1re étape | 15 juin | Narbonne – Gruissan            | étape de plaine | 184,3         | Marijn van den Berg | Marijn van den Berg          |
| 2e étape  | 16 juin | Cazouls-lès-Béziers – Graulhet | étape vallonnée | 182           | Jason Tesson        | Marijn van den Berg          |
| 3e étape  | 17 juin | Gimont – Nistos                | étape vallonnée | 189           | Michael Woods       | Michael Woods                |
| 4e étape  | 18 juin | Saint-Gaudens – Saint-Girons   | étape vallonnée | 164,7         | Simon Carr          | Michael Woods                |

### 1reétape
| \| Classement de l'étape \| Classement de l'étape \| Classement de l'étape \| Classement de l'étape \| Classement de l'étape \| \| Coureur \| Coureur \| Pays \| Équipe \| Temps \| \| --------------------- \| ---------------------- \| --------------------- \| --------------------- \| --------------------- \| \| 1er \| Marijn van den Berg \| Pays-Bas \| EF Education-EasyPost \| 4 h 18 min 44 s \| \| 2e \| Sandy Dujardin \| France \| TotalEnergies \| + 0 s \| \| 3e \| Paul Penhoët \| France \| Groupama-FDJ \| + 0 s \| \| 4e \| Corbin Strong \| Nouvelle-Zélande \| Israel-Premier Tech \| + 0 s \| \| 5e \| Dries Van Gestel \| Belgique \| TotalEnergies \| + 0 s \| \| 6e \| Benoît Cosnefroy \| France \| AG2R Citroën Team \| + 0 s \| \| 7e \| Luke Plapp \| Australie \| Ineos Grenadiers \| + 0 s \| \| 8e \| Michael Woods \| Canada \| Israel-Premier Tech \| + 0 s \| \| 9e \| Filippo Ganna \| Italie \| Ineos Grenadiers \| + 0 s \| \| 10e \| Valentin Paret-Peintre \| France \| AG2R Citroën Team \| + 0 s \| |                        |                  |                       |                 |
| |                        |                  |                       |                 |
| |                        |                  |                       |                 |
| Classement de l'étape |                        |                  |                       |                 |
| Coureur | Coureur                | Pays             | Équipe                | Temps           |
| 1er | Marijn van den Berg    | Pays-Bas         | EF Education-EasyPost | 4 h 18 min 44 s |
| 2e | Sandy Dujardin         | France           | TotalEnergies         | + 0 s           |
| 3e | Paul Penhoët           | France           | Groupama-FDJ          | + 0 s           |
| 4e | Corbin Strong          | Nouvelle-Zélande | Israel-Premier Tech   | + 0 s           |
| 5e | Dries Van Gestel       | Belgique         | TotalEnergies         | + 0 s           |
| 6e | Benoît Cosnefroy       | France           | AG2R Citroën Team     | + 0 s           |
| 7e | Luke Plapp             | Australie        | Ineos Grenadiers      | + 0 s           |
| 8e | Michael Woods          | Canada           | Israel-Premier Tech   | + 0 s           |
| 9e | Filippo Ganna          | Italie           | Ineos Grenadiers      | + 0 s           |
| 10e | Valentin Paret-Peintre | France           | AG2R Citroën Team     | + 0 s           |

| \| Classement général \| Classement général \| Classement général \| Classement général \| Classement général \| \| Coureur \| Coureur \| Pays \| Équipe \| Temps \| \| ------------------ \| ------------------ \| ------------------ \| ------------------ \| ------------------ \| |         |      |        |       |
| |         |      |        |       |
| |         |      |        |       |
| Classement général |         |      |        |       |
| Coureur | Coureur | Pays | Équipe | Temps |

### 2eétape
| \| Classement de l'étape \| Classement de l'étape \| Classement de l'étape \| Classement de l'étape \| Classement de l'étape \| \| Coureur \| Coureur \| Pays \| Équipe \| Temps \| \| --------------------- \| --------------------- \| --------------------- \| --------------------------------- \| --------------------- \| \| 1er \| Jason Tesson \| France \| TotalEnergies \| 4 h 44 min 14 s \| \| 2e \| Corbin Strong \| Nouvelle-Zélande \| Israel-Premier Tech \| + 0 s \| \| 3e \| Elia Viviani \| Italie \| Ineos Grenadiers \| + 0 s \| \| 4e \| Emmanuel Morin \| France \| CIC U Nantes Atlantique \| + 0 s \| \| 5e \| Paul Hennequin \| France \| Nice Métropole Côte d'Azur \| + 0 s \| \| 6e \| Marcus Sander Hansen \| Danemark \| Uno-X Pro Cycling Team \| + 0 s \| \| 7e \| Paul Penhoët \| France \| Groupama-FDJ \| + 0 s \| \| 8e \| Dries Van Gestel \| Belgique \| TotalEnergies \| + 0 s \| \| 9e \| Orluis Aular \| Venezuela \| Caja Rural-Seguros RGA \| + 0 s \| \| 10e \| Maxime Jarnet \| France \| Van Rysel-Roubaix Lille Métropole \| + 0 s \| |                      |                  |                                   |                 |
| |                      |                  |                                   |                 |
| |                      |                  |                                   |                 |
| Classement de l'étape |                      |                  |                                   |                 |
| Coureur | Coureur              | Pays             | Équipe                            | Temps           |
| 1er | Jason Tesson         | France           | TotalEnergies                     | 4 h 44 min 14 s |
| 2e | Corbin Strong        | Nouvelle-Zélande | Israel-Premier Tech               | + 0 s           |
| 3e | Elia Viviani         | Italie           | Ineos Grenadiers                  | + 0 s           |
| 4e | Emmanuel Morin       | France           | CIC U Nantes Atlantique           | + 0 s           |
| 5e | Paul Hennequin       | France           | Nice Métropole Côte d'Azur        | + 0 s           |
| 6e | Marcus Sander Hansen | Danemark         | Uno-X Pro Cycling Team            | + 0 s           |
| 7e | Paul Penhoët         | France           | Groupama-FDJ                      | + 0 s           |
| 8e | Dries Van Gestel     | Belgique         | TotalEnergies                     | + 0 s           |
| 9e | Orluis Aular         | Venezuela        | Caja Rural-Seguros RGA            | + 0 s           |
| 10e | Maxime Jarnet        | France           | Van Rysel-Roubaix Lille Métropole | + 0 s           |

| \| Classement général \| Classement général \| Classement général \| Classement général \| Classement général \| \| Coureur \| Coureur \| Pays \| Équipe \| Temps \| \| ------------------ \| ------------------- \| ------------------ \| ---------------------- \| ------------------ \| \| 1er \| Marijn van den Berg \| Pays-Bas \| EF Education-EasyPost \| 9 h 02 min 58 s \| \| 2e \| Corbin Strong \| Nouvelle-Zélande \| Israel-Premier Tech \| + 4 s \| \| 3e \| Sandy Dujardin \| France \| TotalEnergies \| + 4 s \| \| 4e \| Paul Penhoët \| France \| Groupama-FDJ \| + 6 s \| \| 5e \| Elia Viviani \| Italie \| Ineos Grenadiers \| + 6 s \| \| 6e \| Benoît Cosnefroy \| France \| AG2R Citroën Team \| + 6 s \| \| 7e \| Ådne Holter \| Norvège \| Uno-X Pro Cycling Team \| + 7 s \| \| 8e \| Michael Woods \| Canada \| Israel-Premier Tech \| + 8 s \| \| 9e \| Luke Plapp \| Australie \| Ineos Grenadiers \| + 8 s \| \| 10e \| Dries Van Gestel \| Belgique \| TotalEnergies \| + 10 s \| |                     |                  |                        |                 |
| |                     |                  |                        |                 |
| |                     |                  |                        |                 |
| Classement général |                     |                  |                        |                 |
| Coureur | Coureur             | Pays             | Équipe                 | Temps           |
| 1er | Marijn van den Berg | Pays-Bas         | EF Education-EasyPost  | 9 h 02 min 58 s |
| 2e | Corbin Strong       | Nouvelle-Zélande | Israel-Premier Tech    | + 4 s           |
| 3e | Sandy Dujardin      | France           | TotalEnergies          | + 4 s           |
| 4e | Paul Penhoët        | France           | Groupama-FDJ           | + 6 s           |
| 5e | Elia Viviani        | Italie           | Ineos Grenadiers       | + 6 s           |
| 6e | Benoît Cosnefroy    | France           | AG2R Citroën Team      | + 6 s           |
| 7e | Ådne Holter         | Norvège          | Uno-X Pro Cycling Team | + 7 s           |
| 8e | Michael Woods       | Canada           | Israel-Premier Tech    | + 8 s           |
| 9e | Luke Plapp          | Australie        | Ineos Grenadiers       | + 8 s           |
| 10e | Dries Van Gestel    | Belgique         | TotalEnergies          | + 10 s          |

### 3eétape
La 3e étape de la Route d'Occitanie 2023 se déroule entre Gimont (Gers) et l'ascension inédite de Nistos - Cap Nestès (1re catégorie) dans Hautes-Pyrénées avec sur le parcours le col de Larrieu (2e catégorie) et le col de Menté (1re catégorie). Michael Woods remporte l'étape et prend la tête du classement général.
| \| Classement de l'étape \| Classement de l'étape \| Classement de l'étape \| Classement de l'étape \| Classement de l'étape \| \| Coureur \| Coureur \| Pays \| Équipe \| Temps \| \| --------------------- \| --------------------- \| --------------------- \| --------------------- \| --------------------- \| |         |      |        |       |
| |         |      |        |       |
| |         |      |        |       |
| Classement de l'étape |         |      |        |       |
| Coureur | Coureur | Pays | Équipe | Temps |

| \| Classement général \| Classement général \| Classement général \| Classement général \| Classement général \| \| Coureur \| Coureur \| Pays \| Équipe \| Temps \| \| ------------------ \| ------------------ \| ------------------ \| ------------------ \| ------------------ \| |         |      |        |       |
| |         |      |        |       |
| |         |      |        |       |
| Classement général |         |      |        |       |
| Coureur | Coureur | Pays | Équipe | Temps |

### 4eétape
En Ariège, deux cols importants sont au programme : le col de la Core (1re catégorie) et le col de Latrape (2e catégorie).

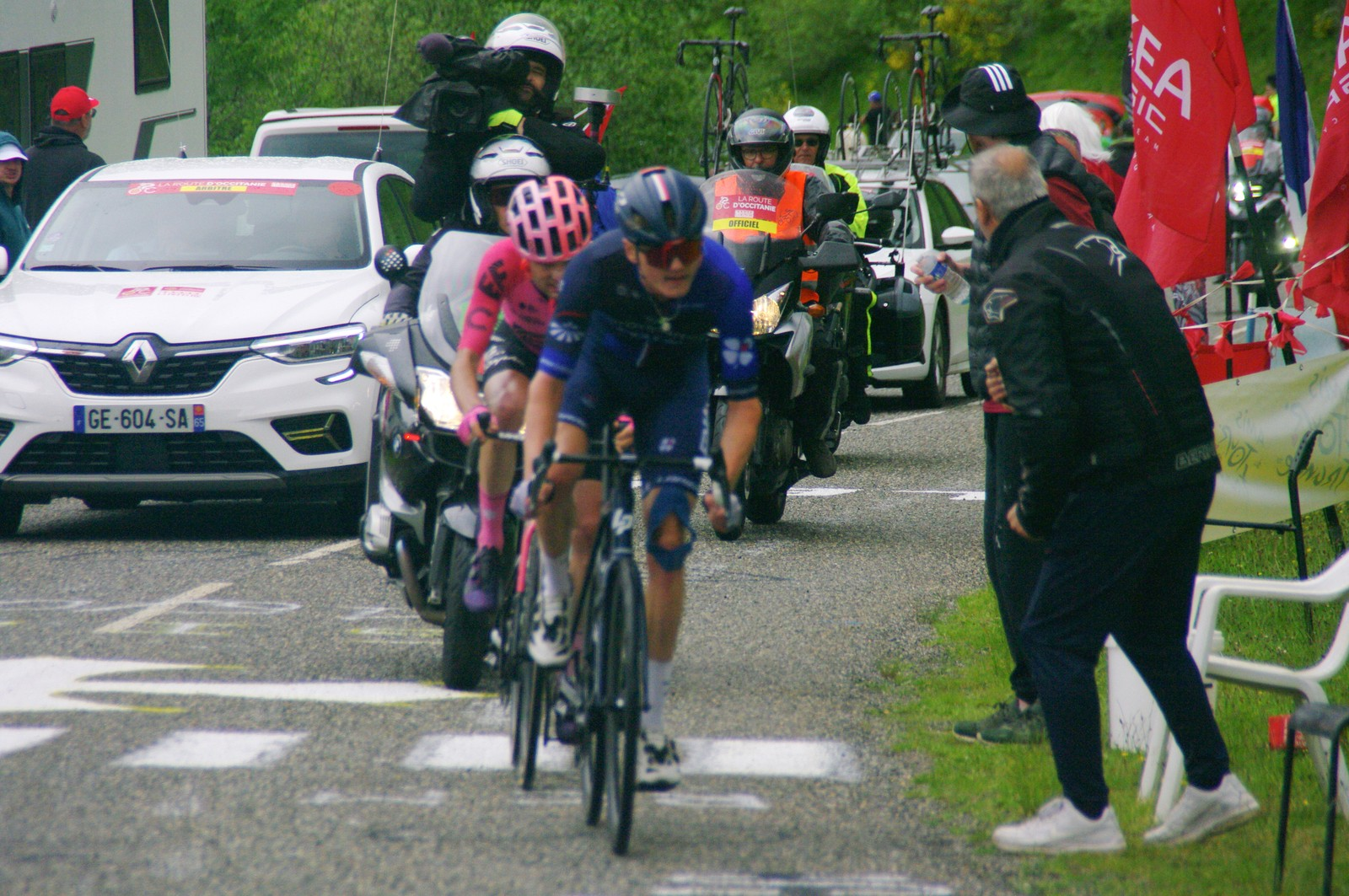
Lars van den Berg suivi de Simon Carr.
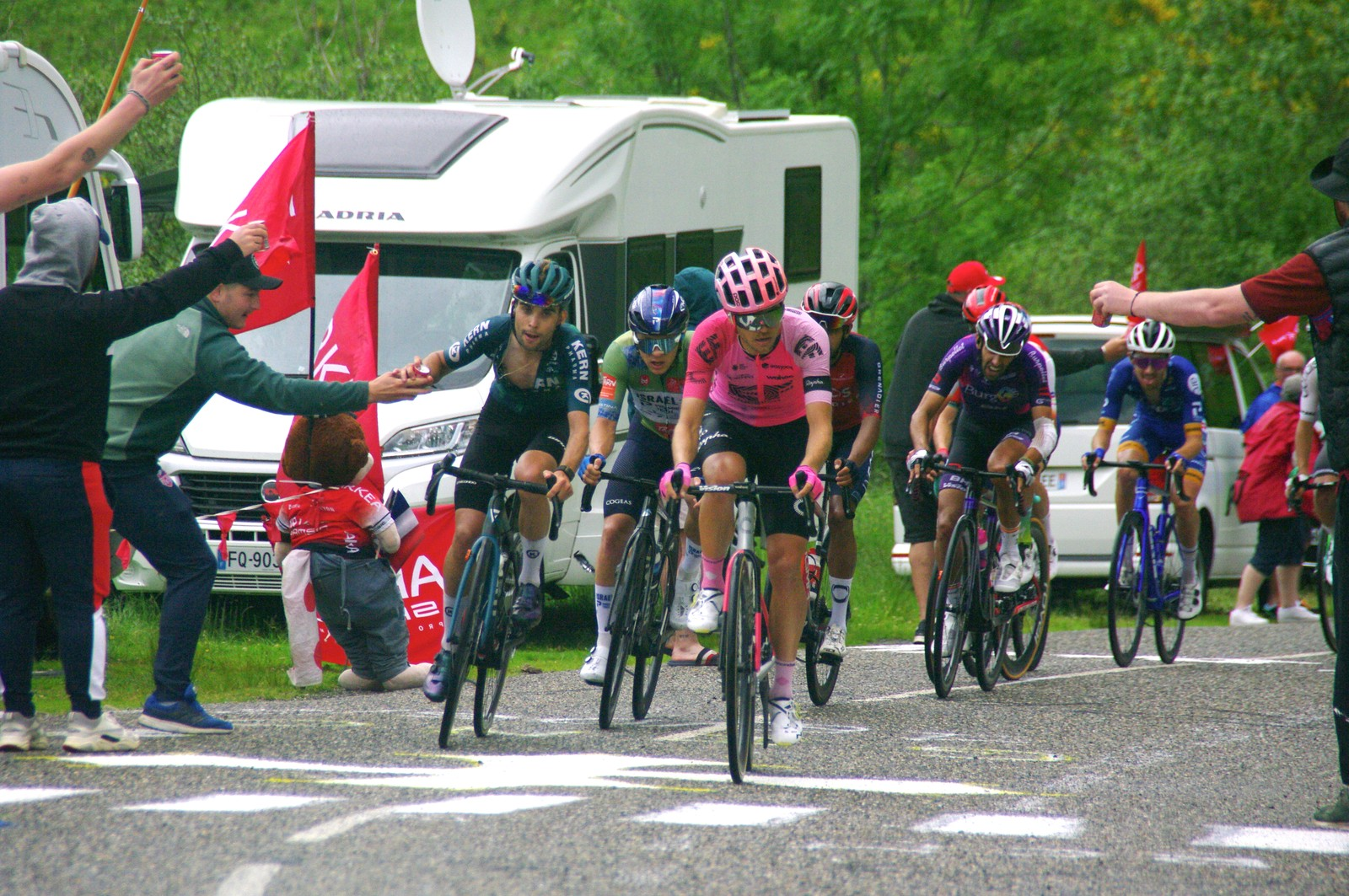
Ravitaillement peu avant le col de la Core.
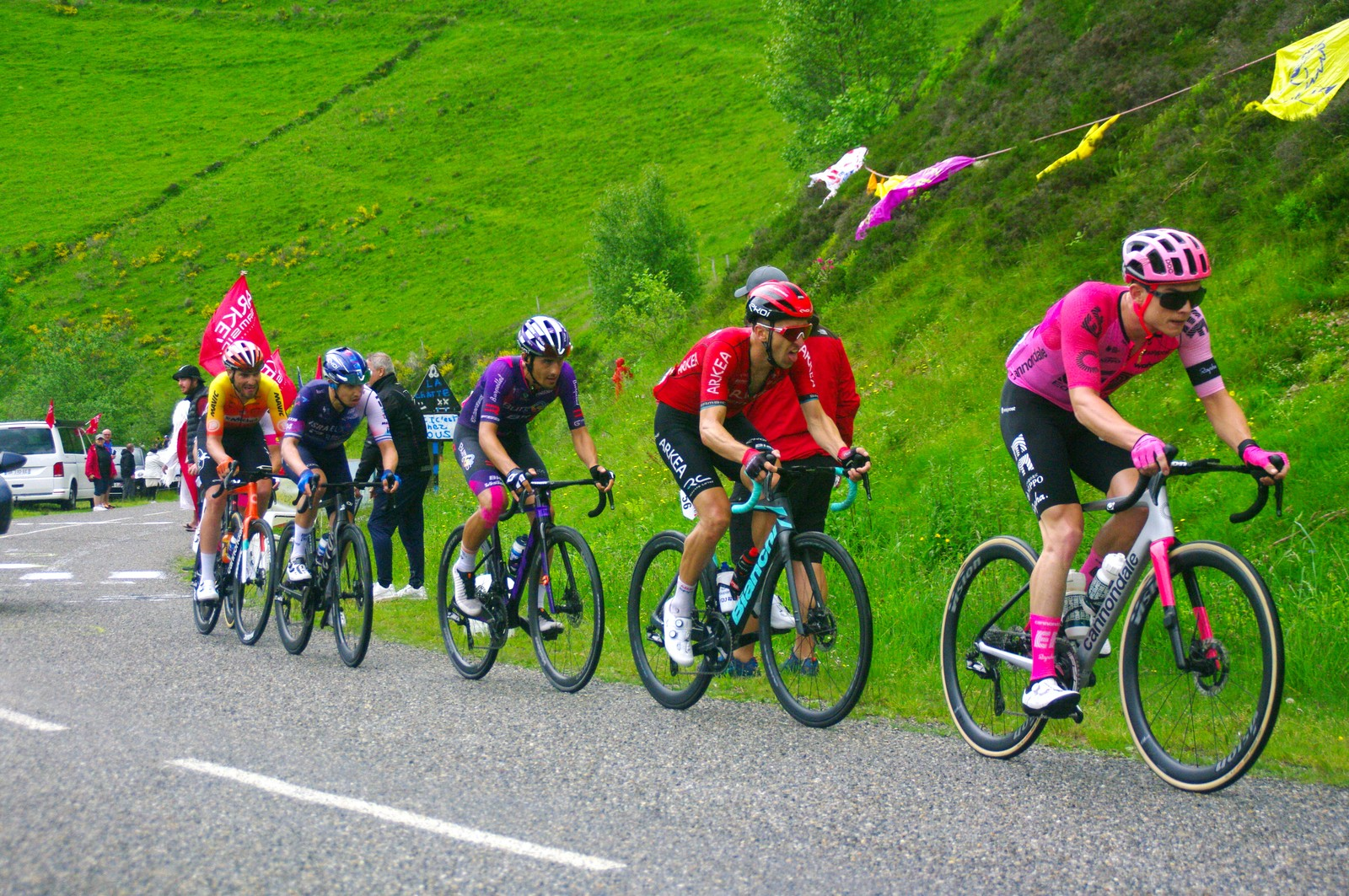
Groupe de coureurs à 150 m du col de la Core

| \| Classement de l'étape \| Classement de l'étape \| Classement de l'étape \| Classement de l'étape \| Classement de l'étape \| \| Coureur \| Coureur \| Pays \| Équipe \| Temps \| \| --------------------- \| --------------------- \| --------------------- \| --------------------- \| --------------------- \| |         |      |        |       |
| |         |      |        |       |
| |         |      |        |       |
| Classement de l'étape |         |      |        |       |
| Coureur | Coureur | Pays | Équipe | Temps |

## Classements finals

### Classement général final
| \| Classement général \| Classement général \| Classement général \| Classement général \| Classement général \| \| Coureur \| Coureur \| Pays \| Équipe \| Temps \| \| ------------------ \| ------------------ \| ------------------ \| ------------------ \| ------------------ \| |         |      |        |       |
| |         |      |        |       |
| |         |      |        |       |
| Classement général |         |      |        |       |
| Coureur | Coureur | Pays | Équipe | Temps |

### Classements annexes finals
| Classement par points | Classement par points | Classement par points | Classement par points | Classement par points |
| Coureur               | Coureur               | Pays                  | Équipe                | Points                |
| --------------------- | --------------------- | --------------------- | --------------------- | --------------------- |

| Classement par points | Classement par points | Classement par points | Classement par points | Classement par points |
| Coureur               | Coureur               | Pays                  | Équipe                | Points                |
| --------------------- | --------------------- | --------------------- | --------------------- | --------------------- |

| Classement de la montagne | Classement de la montagne | Classement de la montagne | Classement de la montagne | Classement de la montagne |
| Coureur                   | Coureur                   | Pays                      | Équipe                    | Points                    |
| ------------------------- | ------------------------- | ------------------------- | ------------------------- | ------------------------- |

| Classement de la montagne | Classement de la montagne | Classement de la montagne | Classement de la montagne | Classement de la montagne |
| Coureur                   | Coureur                   | Pays                      | Équipe                    | Points                    |
| ------------------------- | ------------------------- | ------------------------- | ------------------------- | ------------------------- |

| Classement du meilleur jeune | Classement du meilleur jeune | Classement du meilleur jeune | Classement du meilleur jeune | Classement du meilleur jeune |
| Coureur                      | Coureur                      | Pays                         | Équipe                       | Temps                        |
| ---------------------------- | ---------------------------- | ---------------------------- | ---------------------------- | ---------------------------- |

| Classement du meilleur jeune | Classement du meilleur jeune | Classement du meilleur jeune | Classement du meilleur jeune | Classement du meilleur jeune |
| Coureur                      | Coureur                      | Pays                         | Équipe                       | Temps                        |
| ---------------------------- | ---------------------------- | ---------------------------- | ---------------------------- | ---------------------------- |

| Classement par équipes | Classement par équipes | Classement par équipes | Classement par équipes |
| Équipe                 | Équipe                 | Pays                   | Temps                  |
| ---------------------- | ---------------------- | ---------------------- | ---------------------- |

| Classement par équipes | Classement par équipes | Classement par équipes | Classement par équipes |
| Équipe                 | Équipe                 | Pays                   | Temps                  |
| ---------------------- | ---------------------- | ---------------------- | ---------------------- |

## Classement UCI
La course attribue des points au Classement mondial UCI 2020 selon le barème suivant.
| Position           | 1er | 2e | 3e | 4e | 5e | 6e | 7e | 8e | 9e | 10e | 11e | 12e | 13e à 15e | 16e à 25e |
| Classement général | 125 | 85 | 70 | 60 | 50 | 40 | 35 | 30 | 25 | 20  | 15  | 10  | 5         | 3         |
| Par étape          | 14  | 5  | 3  |    |    |    |    |    |    |     |     |     |           |           |
| Leader, par étape  | 3   |    |    |    |    |    |    |    |    |     |     |     |           |           |

## Évolution des classements
| Étape              | Vainqueur           | Classement général  | Classement par points | Classement de la montagne | Classement du meilleur jeune | Classement par équipes     |
| ------------------ | ------------------- | ------------------- | --------------------- | ------------------------- | ---------------------------- | -------------------------- |
| 1                  | Marijn van den Berg | Marijn van den Berg | Marijn van den Berg   | Eric Fagúndez             | Marijn van den Berg          | Israel-Premier Tech Roland |
| 2                  | Jason Tesson        | Marijn van den Berg | Corbin Strong         | Carlos García Pierna      | Marijn van den Berg          | Israel-Premier Tech Roland |
| 3                  | Michael Woods       | Michael Woods       | Corbin Strong         | Carlos García Pierna      | Georg Steinhauser            | Movistar                   |
| 4                  | Simon Carr          | Michael Woods       | Marijn van den Berg   | Carlos García Pierna      | Georg Steinhauser            | Movistar                   |
| Classements finals | Classements finals  | Michael Woods       | Marijn van den Berg   | Carlos García Pierna      | Georg Steinhauser            | Movistar                   |

## Liste des participants
| Israel-Premier Tech IPT | Israel-Premier Tech IPT  | Israel-Premier Tech IPT |
| ----------------------- | ------------------------ | ----------------------- |
| Num                     | Coureur                  | Pos                     |
| 1                       | Michael Woods (CAN)      |                         |
| 2                       | Christopher Froome (GBR) |                         |
| 3                       | Guillaume Boivin (CAN)   |                         |
| 4                       | Corbin Strong (NZL)      |                         |
| 5                       | Omer Goldstein (ISR)     |                         |
| 6                       | Stephen Williams (GBR)   |                         |
| 7                       | Domenico Pozzovivo (ITA) |                         |

| Ineos Grenadiers IGD | Ineos Grenadiers IGD  | Ineos Grenadiers IGD |
| -------------------- | --------------------- | -------------------- |
| Num                  | Coureur               | Pos                  |
| 11                   | Filippo Ganna (ITA)   |                      |
| 12                   | Luke Plapp (AUS)      |                      |
| 13                   | Michael Leonard (CAN) |                      |
| 14                   | Brandon Rivera (COL)  |                      |
| 15                   | Luke Rowe (GBR)       |                      |
| 16                   | Joshua Tarling (GBR)  |                      |
| 17                   | Elia Viviani (ITA)    |                      |

| Cofidis COF | Cofidis COF           | Cofidis COF |
| ----------- | --------------------- | ----------- |
| Num         | Coureur               | Pos         |
| 21          | Jesús Herrada (ESP)   |             |
| 22          | François Bidard (FRA) |             |
| 23          | Thomas Champion (FRA) | NP-2        |
| 24          | José Herrada (ESP)    |             |
| 25          | Victor Lafay (FRA)    |             |
| 26          | Axel Mariault (FRA)   |             |
| 27          | Hugo Toumire (FRA)    |             |

| Movistar Team MOV | Movistar Team MOV     | Movistar Team MOV |
| ----------------- | --------------------- | ----------------- |
| Num               | Coureur               | Pos               |
| 31                | Ruben Guerreiro (POR) |                   |
| 32                | Imanol Erviti (ESP)   |                   |
| 33                | Abner González (PUR)  |                   |
| 34                | Iván Sosa (COL)       |                   |
| 35                | Einer Rubio (COL)     |                   |
| 36                | Vinicius Rangel (BRA) |                   |
| 37                | Sergio Samitier (ESP) |                   |

| Uno-X Pro Cycling Team UXT | Uno-X Pro Cycling Team UXT | Uno-X Pro Cycling Team UXT |
| -------------------------- | -------------------------- | -------------------------- |
| Num                        | Coureur                    | Pos                        |
| 41                         | Niklas Eg (DEN)            | AB-2                       |
| 42                         | Jacob Hindsgaul (DEN)      |                            |
| 43                         | Marcus Sander Hansen (DEN) |                            |
| 44                         | Ådne Holter (NOR)          |                            |
| 45                         | Magnus Kulset (NOR)        |                            |
| 46                         | Johannes Kulset (NOR)      |                            |
| 47                         | Idar Andersen (NOR)        |                            |

| Arkéa-Samsic ARK | Arkéa-Samsic ARK         | Arkéa-Samsic ARK |
| ---------------- | ------------------------ | ---------------- |
| Num              | Coureur                  | Pos              |
| 51               | Élie Gesbert (FRA)       |                  |
| 52               | Nacer Bouhanni (FRA)     | AB-3             |
| 53               | Michel Ries (LUX)        |                  |
| 54               | Alessandro Verre (ITA)   | AB-3             |
| 55               | Jenthe Biermans (BEL)    |                  |
| 56               | Laurent Pichon (FRA)     |                  |
| 57               | Cristian Rodríguez (ESP) |                  |

| TotalEnergies TEN | TotalEnergies TEN      | TotalEnergies TEN |
| ----------------- | ---------------------- | ----------------- |
| Num               | Coureur                | Pos               |
| 61                | Fabien Doubey (FRA)    |                   |
| 62                | Sandy Dujardin (FRA)   |                   |
| 63                | Alan Jousseaume (FRA)  |                   |
| 64                | Julien Simon (FRA)     |                   |
| 65                | Jason Tesson (FRA)     |                   |
| 66                | Anthony Turgis (FRA)   |                   |
| 67                | Dries Van Gestel (BEL) |                   |

| EF Education-EasyPost EFE | EF Education-EasyPost EFE  | EF Education-EasyPost EFE |
| ------------------------- | -------------------------- | ------------------------- |
| Num                       | Coureur                    | Pos                       |
| 71                        | Diego Camargo (COL)        |                           |
| 72                        | Simon Carr (GBR)           |                           |
| 73                        | Odd Christian Eiking (NOR) |                           |
| 74                        | Georg Steinhauser (GER)    |                           |
| 75                        | Michael Valgren (DEN)      |                           |
| 76                        | Marijn van den Berg (NED)  |                           |
| 77                        | Łukasz Wiśniowski (POL)    |                           |

| Equipo Kern Pharma EKP | Equipo Kern Pharma EKP     | Equipo Kern Pharma EKP |
| ---------------------- | -------------------------- | ---------------------- |
| Num                    | Coureur                    | Pos                    |
| 81                     | José Félix Parra (ESP)     |                        |
| 82                     | Roger Adrià (ESP)          | AB-3                   |
| 83                     | Pablo Castrillo (ESP)      |                        |
| 84                     | Iñigo Elosegui (ESP)       |                        |
| 85                     | Carlos García Pierna (ESP) |                        |
| 86                     | Jon Agirre (ESP)           |                        |
| 87                     | Ibon Ruiz (ESP)            |                        |

| Burgos-BH BBH | Burgos-BH BBH          | Burgos-BH BBH |
| ------------- | ---------------------- | ------------- |
| Num           | Coureur                | Pos           |
| 91            | Pelayo Sánchez (ESP)   |               |
| 92            | José Manuel Díaz (ESP) |               |
| 93            | Ángel Madrazo (ESP)    | AB-2          |
| 94            | Daniel Navarro (ESP)   |               |
| 95            | Mario Aparicio (ESP)   |               |
| 96            | Eric Fagúndez (URU)    |               |
| 97            | Cyril Barthe (FRA)     |               |

| CIC U Nantes Atlantique UCN | CIC U Nantes Atlantique UCN | CIC U Nantes Atlantique UCN |
| --------------------------- | --------------------------- | --------------------------- |
| Num                         | Coureur                     | Pos                         |
| 101                         | Jordan Jegat (FRA)          |                             |
| 102                         | Yaël Joalland (FRA)         |                             |
| 103                         | Léo Danès (FRA)             |                             |
| 104                         | Enzo Boulet (FRA)           |                             |
| 106                         | Rasmus Søjberg (DEN)        |                             |
| 107                         | Emmanuel Morin (FRA)        |                             |

| Groupama-FDJ GFC | Groupama-FDJ GFC        | Groupama-FDJ GFC |
| ---------------- | ----------------------- | ---------------- |
| Num              | Coureur                 | Pos              |
| 111              | Rudy Molard (FRA)       |                  |
| 112              | Paul Penhoët (FRA)      |                  |
| 113              | Enzo Paleni (FRA)       |                  |
| 114              | Clément Davy (FRA)      |                  |
| 115              | Lorenzo Germani (ITA)   |                  |
| 116              | Bram Welten (NED)       | NP-2             |
| 117              | Lars van den Berg (NED) |                  |

| Caja Rural-Seguros RGA CJR | Caja Rural-Seguros RGA CJR | Caja Rural-Seguros RGA CJR |
| -------------------------- | -------------------------- | -------------------------- |
| Num                        | Coureur                    | Pos                        |
| 121                        | Julen Amézqueta (ESP)      |                            |
| 122                        | Abel Balderstone (ESP)     |                            |
| 123                        | Jhojan García (COL)        |                            |
| 124                        | Mulu Hailemichael (ETH)    |                            |
| 125                        | Calum Johnston (GBR)       |                            |
| 126                        | Orluis Aular (VEN)         |                            |
| 127                        | Josu Etxeberria (ESP)      |                            |

| AG2R Citroën Team ACT | AG2R Citroën Team ACT        | AG2R Citroën Team ACT |
| --------------------- | ---------------------------- | --------------------- |
| Num                   | Coureur                      | Pos                   |
| 131                   | Benoît Cosnefroy (FRA)       |                       |
| 132                   | Paul Lapeira (FRA)           |                       |
| 133                   | Alex Baudin (FRA)            |                       |
| 134                   | Nicolas Prodhomme (FRA)      |                       |
| 135                   | Valentin Paret-Peintre (FRA) |                       |
| 136                   | Bastien Tronchon (FRA)       |                       |
| 137                   | Andrea Vendrame (ITA)        |                       |

| Saint Michel-Mavic-Auber 93 AUB | Saint Michel-Mavic-Auber 93 AUB | Saint Michel-Mavic-Auber 93 AUB |
| ------------------------------- | ------------------------------- | ------------------------------- |
| Num                             | Coureur                         | Pos                             |
| 141                             | Romain Cardis (FRA)             |                                 |
| 142                             | Nicolas Debeaumarché (FRA)      |                                 |
| 143                             | Théo Delacroix (FRA)            |                                 |
| 144                             | Joris Delbove (FRA)             |                                 |
| 145                             | Thomas Devaux (FRA)             |                                 |
| 146                             | Thomas Gachignard (FRA)         |                                 |
| 147                             | Flavien Maurelet (FRA)          |                                 |

| Van Rysel-Roubaix Lille Métropole VRL | Van Rysel-Roubaix Lille Métropole VRL | Van Rysel-Roubaix Lille Métropole VRL |
| ------------------------------------- | ------------------------------------- | ------------------------------------- |
| Num                                   | Coureur                               | Pos                                   |
| 151                                   | Thomas Boudat (FRA)                   |                                       |
| 152                                   | Célestin Guillon (FRA)                |                                       |
| 153                                   | Maxime Jarnet (FRA)                   |                                       |
| 154                                   | Maximilien Juillard (FRA)             |                                       |
| 155                                   | Jérémy Leveau (FRA)                   |                                       |
| 156                                   | Tom Mainguenaud (FRA)                 |                                       |

| Nice Métropole Côte d'Azur NMC | Nice Métropole Côte d'Azur NMC | Nice Métropole Côte d'Azur NMC |
| ------------------------------ | ------------------------------ | ------------------------------ |
| Num                            | Coureur                        | Pos                            |
| 161                            | Jonathan Couanon (FRA)         |                                |
| 162                            | Paul Hennequin (FRA)           | AB-3                           |
| 163                            | Larry Valvasori (LUX)          |                                |
| 164                            | Axel Narbonne-Zuccarelli (FRA) |                                |
| 165                            | Jean-Louis Le Ny (FRA)         |                                |
| 166                            | Andrea Mifsud                  |                                |
| 167                            | Maxime Urruty (FRA)            |                                |

| Euskaltel-Euskadi EUS | Euskaltel-Euskadi EUS   | Euskaltel-Euskadi EUS |
| --------------------- | ----------------------- | --------------------- |
| Num                   | Coureur                 | Pos                   |
| 171                   | Asier Etxeberria (ESP)  |                       |
| 172                   | Mikel Bizkarra (ESP)    |                       |
| 173                   | Joan Bou (ESP)          |                       |
| 174                   | Ibai Azurmendi (ESP)    |                       |
| 175                   | Unai Cuadrado (ESP)     |                       |
| 176                   | Peio Goikoetxea (ESP)   |                       |
| 177                   | Enekoitz Azparren (ESP) |                       |

| Israel-Premier Tech IPT | Israel-Premier Tech IPT  | Israel-Premier Tech IPT |
| ----------------------- | ------------------------ | ----------------------- |
| Num                     | Coureur                  | Pos                     |
| 1                       | Michael Woods (CAN)      |                         |
| 2                       | Christopher Froome (GBR) |                         |
| 3                       | Guillaume Boivin (CAN)   |                         |
| 4                       | Corbin Strong (NZL)      |                         |
| 5                       | Omer Goldstein (ISR)     |                         |
| 6                       | Stephen Williams (GBR)   |                         |
| 7                       | Domenico Pozzovivo (ITA) |                         |

| Ineos Grenadiers IGD | Ineos Grenadiers IGD  | Ineos Grenadiers IGD |
| -------------------- | --------------------- | -------------------- |
| Num                  | Coureur               | Pos                  |
| 11                   | Filippo Ganna (ITA)   |                      |
| 12                   | Luke Plapp (AUS)      |                      |
| 13                   | Michael Leonard (CAN) |                      |
| 14                   | Brandon Rivera (COL)  |                      |
| 15                   | Luke Rowe (GBR)       |                      |
| 16                   | Joshua Tarling (GBR)  |                      |
| 17                   | Elia Viviani (ITA)    |                      |

| Cofidis COF | Cofidis COF           | Cofidis COF |
| ----------- | --------------------- | ----------- |
| Num         | Coureur               | Pos         |
| 21          | Jesús Herrada (ESP)   |             |
| 22          | François Bidard (FRA) |             |
| 23          | Thomas Champion (FRA) | NP-2        |
| 24          | José Herrada (ESP)    |             |
| 25          | Victor Lafay (FRA)    |             |
| 26          | Axel Mariault (FRA)   |             |
| 27          | Hugo Toumire (FRA)    |             |

| Movistar Team MOV | Movistar Team MOV     | Movistar Team MOV |
| ----------------- | --------------------- | ----------------- |
| Num               | Coureur               | Pos               |
| 31                | Ruben Guerreiro (POR) |                   |
| 32                | Imanol Erviti (ESP)   |                   |
| 33                | Abner González (PUR)  |                   |
| 34                | Iván Sosa (COL)       |                   |
| 35                | Einer Rubio (COL)     |                   |
| 36                | Vinicius Rangel (BRA) |                   |
| 37                | Sergio Samitier (ESP) |                   |

| Uno-X Pro Cycling Team UXT | Uno-X Pro Cycling Team UXT | Uno-X Pro Cycling Team UXT |
| -------------------------- | -------------------------- | -------------------------- |
| Num                        | Coureur                    | Pos                        |
| 41                         | Niklas Eg (DEN)            | AB-2                       |
| 42                         | Jacob Hindsgaul (DEN)      |                            |
| 43                         | Marcus Sander Hansen (DEN) |                            |
| 44                         | Ådne Holter (NOR)          |                            |
| 45                         | Magnus Kulset (NOR)        |                            |
| 46                         | Johannes Kulset (NOR)      |                            |
| 47                         | Idar Andersen (NOR)        |                            |

| Arkéa-Samsic ARK | Arkéa-Samsic ARK         | Arkéa-Samsic ARK |
| ---------------- | ------------------------ | ---------------- |
| Num              | Coureur                  | Pos              |
| 51               | Élie Gesbert (FRA)       |                  |
| 52               | Nacer Bouhanni (FRA)     | AB-3             |
| 53               | Michel Ries (LUX)        |                  |
| 54               | Alessandro Verre (ITA)   | AB-3             |
| 55               | Jenthe Biermans (BEL)    |                  |
| 56               | Laurent Pichon (FRA)     |                  |
| 57               | Cristian Rodríguez (ESP) |                  |

| TotalEnergies TEN | TotalEnergies TEN      | TotalEnergies TEN |
| ----------------- | ---------------------- | ----------------- |
| Num               | Coureur                | Pos               |
| 61                | Fabien Doubey (FRA)    |                   |
| 62                | Sandy Dujardin (FRA)   |                   |
| 63                | Alan Jousseaume (FRA)  |                   |
| 64                | Julien Simon (FRA)     |                   |
| 65                | Jason Tesson (FRA)     |                   |
| 66                | Anthony Turgis (FRA)   |                   |
| 67                | Dries Van Gestel (BEL) |                   |

| EF Education-EasyPost EFE | EF Education-EasyPost EFE  | EF Education-EasyPost EFE |
| ------------------------- | -------------------------- | ------------------------- |
| Num                       | Coureur                    | Pos                       |
| 71                        | Diego Camargo (COL)        |                           |
| 72                        | Simon Carr (GBR)           |                           |
| 73                        | Odd Christian Eiking (NOR) |                           |
| 74                        | Georg Steinhauser (GER)    |                           |
| 75                        | Michael Valgren (DEN)      |                           |
| 76                        | Marijn van den Berg (NED)  |                           |
| 77                        | Łukasz Wiśniowski (POL)    |                           |

| Equipo Kern Pharma EKP | Equipo Kern Pharma EKP     | Equipo Kern Pharma EKP |
| ---------------------- | -------------------------- | ---------------------- |
| Num                    | Coureur                    | Pos                    |
| 81                     | José Félix Parra (ESP)     |                        |
| 82                     | Roger Adrià (ESP)          | AB-3                   |
| 83                     | Pablo Castrillo (ESP)      |                        |
| 84                     | Iñigo Elosegui (ESP)       |                        |
| 85                     | Carlos García Pierna (ESP) |                        |
| 86                     | Jon Agirre (ESP)           |                        |
| 87                     | Ibon Ruiz (ESP)            |                        |

| Burgos-BH BBH | Burgos-BH BBH          | Burgos-BH BBH |
| ------------- | ---------------------- | ------------- |
| Num           | Coureur                | Pos           |
| 91            | Pelayo Sánchez (ESP)   |               |
| 92            | José Manuel Díaz (ESP) |               |
| 93            | Ángel Madrazo (ESP)    | AB-2          |
| 94            | Daniel Navarro (ESP)   |               |
| 95            | Mario Aparicio (ESP)   |               |
| 96            | Eric Fagúndez (URU)    |               |
| 97            | Cyril Barthe (FRA)     |               |

| CIC U Nantes Atlantique UCN | CIC U Nantes Atlantique UCN | CIC U Nantes Atlantique UCN |
| --------------------------- | --------------------------- | --------------------------- |
| Num                         | Coureur                     | Pos                         |
| 101                         | Jordan Jegat (FRA)          |                             |
| 102                         | Yaël Joalland (FRA)         |                             |
| 103                         | Léo Danès (FRA)             |                             |
| 104                         | Enzo Boulet (FRA)           |                             |
| 106                         | Rasmus Søjberg (DEN)        |                             |
| 107                         | Emmanuel Morin (FRA)        |                             |

| Groupama-FDJ GFC | Groupama-FDJ GFC        | Groupama-FDJ GFC |
| ---------------- | ----------------------- | ---------------- |
| Num              | Coureur                 | Pos              |
| 111              | Rudy Molard (FRA)       |                  |
| 112              | Paul Penhoët (FRA)      |                  |
| 113              | Enzo Paleni (FRA)       |                  |
| 114              | Clément Davy (FRA)      |                  |
| 115              | Lorenzo Germani (ITA)   |                  |
| 116              | Bram Welten (NED)       | NP-2             |
| 117              | Lars van den Berg (NED) |                  |

| Caja Rural-Seguros RGA CJR | Caja Rural-Seguros RGA CJR | Caja Rural-Seguros RGA CJR |
| -------------------------- | -------------------------- | -------------------------- |
| Num                        | Coureur                    | Pos                        |
| 121                        | Julen Amézqueta (ESP)      |                            |
| 122                        | Abel Balderstone (ESP)     |                            |
| 123                        | Jhojan García (COL)        |                            |
| 124                        | Mulu Hailemichael (ETH)    |                            |
| 125                        | Calum Johnston (GBR)       |                            |
| 126                        | Orluis Aular (VEN)         |                            |
| 127                        | Josu Etxeberria (ESP)      |                            |

| AG2R Citroën Team ACT | AG2R Citroën Team ACT        | AG2R Citroën Team ACT |
| --------------------- | ---------------------------- | --------------------- |
| Num                   | Coureur                      | Pos                   |
| 131                   | Benoît Cosnefroy (FRA)       |                       |
| 132                   | Paul Lapeira (FRA)           |                       |
| 133                   | Alex Baudin (FRA)            |                       |
| 134                   | Nicolas Prodhomme (FRA)      |                       |
| 135                   | Valentin Paret-Peintre (FRA) |                       |
| 136                   | Bastien Tronchon (FRA)       |                       |
| 137                   | Andrea Vendrame (ITA)        |                       |

| Saint Michel-Mavic-Auber 93 AUB | Saint Michel-Mavic-Auber 93 AUB | Saint Michel-Mavic-Auber 93 AUB |
| ------------------------------- | ------------------------------- | ------------------------------- |
| Num                             | Coureur                         | Pos                             |
| 141                             | Romain Cardis (FRA)             |                                 |
| 142                             | Nicolas Debeaumarché (FRA)      |                                 |
| 143                             | Théo Delacroix (FRA)            |                                 |
| 144                             | Joris Delbove (FRA)             |                                 |
| 145                             | Thomas Devaux (FRA)             |                                 |
| 146                             | Thomas Gachignard (FRA)         |                                 |
| 147                             | Flavien Maurelet (FRA)          |                                 |

| Van Rysel-Roubaix Lille Métropole VRL | Van Rysel-Roubaix Lille Métropole VRL | Van Rysel-Roubaix Lille Métropole VRL |
| ------------------------------------- | ------------------------------------- | ------------------------------------- |
| Num                                   | Coureur                               | Pos                                   |
| 151                                   | Thomas Boudat (FRA)                   |                                       |
| 152                                   | Célestin Guillon (FRA)                |                                       |
| 153                                   | Maxime Jarnet (FRA)                   |                                       |
| 154                                   | Maximilien Juillard (FRA)             |                                       |
| 155                                   | Jérémy Leveau (FRA)                   |                                       |
| 156                                   | Tom Mainguenaud (FRA)                 |                                       |

| Nice Métropole Côte d'Azur NMC | Nice Métropole Côte d'Azur NMC | Nice Métropole Côte d'Azur NMC |
| ------------------------------ | ------------------------------ | ------------------------------ |
| Num                            | Coureur                        | Pos                            |
| 161                            | Jonathan Couanon (FRA)         |                                |
| 162                            | Paul Hennequin (FRA)           | AB-3                           |
| 163                            | Larry Valvasori (LUX)          |                                |
| 164                            | Axel Narbonne-Zuccarelli (FRA) |                                |
| 165                            | Jean-Louis Le Ny (FRA)         |                                |
| 166                            | Andrea Mifsud                  |                                |
| 167                            | Maxime Urruty (FRA)            |                                |

| Euskaltel-Euskadi EUS | Euskaltel-Euskadi EUS   | Euskaltel-Euskadi EUS |
| --------------------- | ----------------------- | --------------------- |
| Num                   | Coureur                 | Pos                   |
| 171                   | Asier Etxeberria (ESP)  |                       |
| 172                   | Mikel Bizkarra (ESP)    |                       |
| 173                   | Joan Bou (ESP)          |                       |
| 174                   | Ibai Azurmendi (ESP)    |                       |
| 175                   | Unai Cuadrado (ESP)     |                       |
| 176                   | Peio Goikoetxea (ESP)   |                       |
| 177                   | Enekoitz Azparren (ESP) |                       |